# Cementerio Beth Olam
El cementerio Beth Olam es un cementerio histórico en Cypress Hills, Brooklyn, Nueva York . Está ubicado en el cinturón de cementerios (Cemetery Belt) de la ciudad, en el límite entre Brooklyn y Queens.
El estilo es de cementerio rural y fue iniciado en 1851 por tres congregaciones judías de Manhattan: Congregación Shearith Israel (portugués español) en West 70th Street, B'nai Jeshurun en West 89th Street y Temple Shaaray Tefila en East 79th Street.
En 1882 se encargó a Calvert Vaux, codiseñador de Central Park, el diseño de una pequeña casa de ladrillo rojo Metaher o lugar de purificación y elogios previos al entierro. Ubicado cerca de la entrada a la sección Shearith Israel, el portón también es de su autoría. Este es el único religioso que Vaux diseñó. Muchas ventanas de mausoleos están hechas con vidrieras de Tiffany y puertas de bronce de LaFarge.
El cementerio contiene muchos ejemplos de arquitectura y arte funerario.

## Vandalismo
En abril de 2019, un ladrón robó 14 puertas de mausoleos valoradas en $30,000 y 75 salidas de aire.

## Entierros notables
- Joseph Mayor Asher (1872-1908), rabino estadounidense y nacido en Inglaterra. Fue el rabino de B'nai Jeshurun y profesor del Seminario Teológico Judío de América.
- Nathan Bijur (1862-1930), abogado estadounidense y juez de la Corte Suprema de Nueva York.
- Abraham Cohn (1832–1897), soldado del Ejército de la Unión de la guerra civil estadounidense y ganador de la Medalla de Honor.[6]
- Abraham Lopes Cardozo (1914-2006), jazán de la Congregación Shearith Israel, nacido en Holanda.
- Benjamin Cardozo (1870-1938), abogado estadounidense y juez asociado de la Corte Suprema de los Estados Unidos.[7]
- Emma Lazarus (1849–1887), autora, poeta y activista estadounidense, que escribió el soneto "El nuevo coloso" ("The New Collosus") que describe la Estatua de la Libertad ; sobrina de Jacques Judah Lyons.[7][8]
- Uriah P. Levy (1792–1862), oficial naval estadounidense, inversionista inmobiliario, filántropo y el primer comodoro judío de la Marina de los Estados Unidos.[9][10]
- Jacques Judah Lyons (1814–1877), rabino estadounidense nacido en Surinam de la Congregación Shearith Israel ; tío de Emma Lazarus.[8]
- Henry Pereira Mendes (1852–1937), rabino estadounidense de la Congregación Shearith Israel, nacido en Inglaterra.[11]
- Benjamin F. Peixotto (1834–1890), abogado y diplomático estadounidense.
- Judith Salzedo Peixotto (1823–1881), maestra y directora estadounidense.
- N. Taylor Phillips (1868-1955), abogado y político estadounidense.[12]
- David de Sola Pool (1885-1970), rabino estadounidense de la Congregación Shearith Israel, nacido en Inglaterra.
- Moses J. Stroock (1866-1931), abogado estadounidense.[13]